# Verblekende knotszwam
De verblekende knotszwam (Clavulinopsis luteoalba) is een schimmel in de familie Clavariaceae. Hij leeft vermoedelijk saprotroof op de grond tussen gras en mos. Hij produceert vruchtlichamen in zomer en herfst.

## Kenmerken
De vruchtlichamen komen meestal voor in compacte plukjes. Ze hebben de vorm van een rechte of gebogen stokjes, 3 tot 6 cm hoog en 1 tot 4 mm dik. Ze hebben min of meer dezelfde diameter over de hele lengte, of ze worden smaller naar de basis toe, de bovenkant is afgerond en lichter. De kleur is geel, vaak met een oranje tint. De geur is licht muf, de smaak onduidelijk.
De sporen zijn ellipsvormig met een duidelijke tuit, glad, witachtig en meten 4,5–8 × 2,5–4,5 μm. 

## Verspreiding
De verblekende knotszwam komt voor in sommige Europese landen. 
In Nederland komt hij vrij algemeen voor. Hij staat op de rode lijst in de categorie 'Kwetsbaar'.

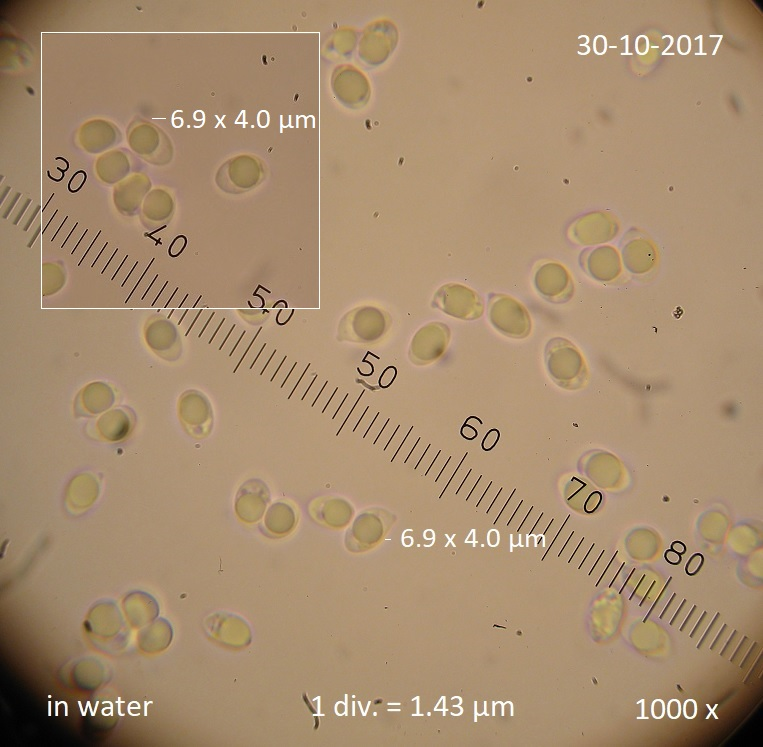
Sporen